# Habenaria petelotii
Habenaria petelotii är en orkidéart som beskrevs av François Gagnepain. Habenaria petelotii ingår i släktet Habenaria och familjen orkidéer. Inga underarter finns listade i Catalogue of Life.